# Selfish (canción de Britney Spears)
«Selfish» —en español: «Egoísta»— es una canción de la cantante estadounidense Britney Spears de la edición de lujo de su séptimo álbum de estudio, Femme Fatale (2011). Fue escrita por Ester Dean, Traci Hale, Sandy Vee y el dúo Stargate. Los dos últimos también produjeron la canción con la producción vocal a cargo de Kuk Harrell. La canción recibió un renovado interés en popularidad en 2024, trece años después de su lanzamiento original, debido a una campaña de los fanáticos de Spears para socavar el lanzamiento del sencillo de regreso del mismo nombre de su exnovio Justin Timberlake.

## Antecedentes
Spears lanzó su séptimo álbum de estudio Femme Fatale el 25 de marzo de 2011. El álbum recibió críticas generalmente positivas de los críticos musicales, quienes elogiaron su estilo y producción dance pop. «Selfish» aparece como la pista número 15 de la edición de lujo del álbum.
En enero de 2024, Spears anunció su retiro de la industria musical, tres meses después del lanzamiento de su exitoso libro con sus memorias, The Woman in Me (2023). Entre los años 1999 y 2002, Spears mantuvo una relación de alto perfil con el cantante Justin Timberlake. Timberlake recibió críticas por el trato que dio a Spears durante y después de su relación, esto tras la publicación de las memorias de Spears y antes del documental Framing Britney Spears (2021).
El 25 de enero de 2024, Timberlake lanzó un sencillo de regreso titulado «Selfish», su primer lanzamiento en solitario desde «SoulMate» en julio de 2018. "Selfish by Britney Spears" comenzó a ser tendencia en Twitter el día del lanzamiento del sencillo de Timberlake y los fanáticos de Spears publicaron, en modo de broma, que era un "nuevo" sencillo de la cantante.  Tras ello, se inició una campaña en las redes sociales alentando a comprar la canción en iTunes, reproducirla en las plataformas de streaming e instar a las estaciones de radio a reproducirla.

## Composición y recepción
Billboard resumió la letra de «Selfish» como "la conquista del chico convertido en hombre de Spears por la noche [siendo] prácticamente atado por la diva y ordenado a cumplir sus órdenes" y agregaron que la canción podría haber aparecido en la versión estándar del álbum. Sumedha Tripathi de The Times of India describió la canción como un "atrevido himno dance-pop".

## Desempeño comercial
El 25 de enero de 2024, tras el lanzamiento de la canción de Timberlake, «Selfish» de Spears experimentó un resurgimiento comercial y alcanzó el número uno en la lista de iTunes en los Estados Unidos, superando al sencillo de Timberlake. Con solo un día de seguimiento, la canción de Spears volvió a ingresar en la lista Dance/Electronic Digital Song Sales en el número nueve de la lista del 3 de febrero de 2024. La semana siguiente, Billboard informó que la canción de Spears superó a la de Timberlake en ventas durante su primera semana de seguimiento de este último. Entre el 29 y el 31 de enero, la canción obtuvo más de 397 000 reproducciones oficiales en los Estados Unidos, lo que supone un aumento del 14.978% con respecto a solo 2 600 reproducciones obtenidas entre el 22 y el 24 de enero. También vendió 10 000 copias digitales en los Estados Unidos entre el 29 y el 31 de enero, un aumento drástico con respecto al número insignificante de copias que la canción vendió entre el 22 y el 24 de enero. La canción alcanzó el número uno en la lista Dance/Electronic Digital Song Sales del 10 de febrero de 2024, vendiendo poco menos de 9 700 copias durante la semana de seguimiento. Marcó el quinto éxito número uno de Spears, el decimotercer éxito entre los diez primeros y la canción número 24 que apareció en la lista. La canción también debutó el número cinco en la lista Digital Song Sales de todos los géneros y en el número 12 en la lista principal  Dance/Electronic Songs, que tiene en cuenta las ventas digitales, las transmisiones y las impresiones de la audiencia.

## Posicionamientos en listas

### Listas semanales
| América del Norte |                                     |    |        |
| Canadá            | Canadian Digital Songs              | 11 | [ 12 ] |
| Estados Unidos    | Dance/Electronic Digital Song Sales | 1  | [ 13 ] |
| Estados Unidos    | Digital Songs                       | 5  | [ 14 ] |
| Estados Unidos    | Hot Dance/Electronic Songs          | 12 | [ 15 ] |
| Europa            |                                     |    |        |
| Alemania          | Top 100 canciones digitales         | 43 | [ 16 ] |
| Reino Unido       | Top 100 canciones digitales         | 12 | [ 17 ] |
| Reino Unido       | UK Singles Sales Chart              | 13 | [ 18 ] |